# COROT-15 b
COROT-15 b – brązowy karzeł krążący wokół gwiazdy COROT-15 należącej do ciągu głównego i znajdującej się w gwiazdozbiorze Jednorożca w odległości ok. 4142 lat świetlnych od Ziemi. Jeden obieg wokół gwiazdy zajmuje mu tylko 3,06 dnia. Został odkryty w 2010 roku metodą tranzytu przez satelitę COROT. Jego masa jest około 63 razy większa niż masa Jowisza, a promień ok. 1,12 większy niż promień Jowisza, co oznacza, że ten obiekt jest około 40 razy bardziej gęsty niż Jowisz.